# Chunchula (Alabama)
Chunchula est un village situé dans l’État américain de l'Alabama, dans le comté de Mobile.

## Démographie
| 2000 | 2010 | - | - | - | - |
| ---- | ---- | - | - | - | - |
| 365  | 210  | - | - | - | - |